# Szebeny Miklós
Szebeny Miklós (Budapest, 1887. november 18. – Tard, 1919. június 18.) magyar olimpikon, evezős.

## Pályafutása
A Hungária Evezős Egylet MTK sportolójaként versenyzett. A testvér négyes, a legidősebb  Antal, az ikrek Miklós és György, valamint a legfiatalabb István a magyar evezős sport emlékezetes sportolói.

### Európa-bajnokság
- 1910-ben a kormányos nyolcevezős (Bányai Béla, Szebeny György, Szebeny Antal, Szebeny Miklós, Jesze Kálmán, Hautzinger Sándor, Éder Róbert, Kirchknop Ferenc, kormányos: Koch Károly) versenyszámban - bronzérmes

### Olimpiai játékok
Az 1912. évi nyári olimpiai játékok kormányos nyolcevezős versenyszámban 8 nemzet versenyzett. Öt előfutamot rendeztek, a magyarok  Németország legjobb nyolcasával került egy futamban. A német nyolcas sportolói sokkal erősebbek voltak, evezős technikájuk az angol stílusra épült, két hajóhosszal nyerték a 3. futamot.
Hungária Evezős Egylet csapattársaival (Szebeny István vezér evezős, Baján Artúr, Manno Miltiades, Jeney István, Gráf Lajos, Szebeny Miklós, Szebeny György, Vaskó Kálmán kormányos) a 7. helyen végzett.

## Halála
Mint tábori megfigyelő, Ezékiel András pilótával a 3. vörös repülőszázad UCI típusú felderítő repülőgépével 1919. június 18-án Tard határában lezuhantak, miközben egy korábban kényszerleszállást végzett gép megsegítésére jöttek. Szebeny Miklós életét vesztette a baleset során, Ezékiel András súlyosan megsérült.

## Külső hivatkozások
- Szebeny Miklós. huszadikszazad.hu. (Hozzáférés: 2015. szeptember 12.)